# 대한민국 형사소송법 제259조
대한민국 형사소송법 제259조는 고소인등에의 공소불제기이유고지에 대한 형사소송법의 조문이다.

## 조문
제259조(고소인등에의 공소불제기이유고지)검사는 고소 또는 고발있는 사건에 관하여 공소를 제기하지 아니하는 처분을 한 경우에 고소인 또는 고발인의 청구가 있는 때에는 7일 이내에 고소인 또는 고발인에게 그 이유를 서면으로 설명하여야 한다.

第259條(告訴人等에의 公訴不提起理由告知)檢事는 告訴 또는 告發있는 事件에 關하여 公訴를 提起하지 아니하는 處分을 한 境遇에 告訴人 또는 告發人의 請求가 있는 때에는 7日 以內에 告訴人 또는 告發人에게 그 理由를 書面으로 說明하여야 한다.

## 참고 문헌
- 손동권 신이철, 새로운 형사소송법(초판, 2013), 세창, 2013. ISBN 9788984114081